# 蓄须记
《蓄须记》是由罗周编剧、徐春兰执导，江苏省演艺集团京剧院演出的一部京剧现代戏，以纪念梅兰芳诞辰125周年，2019年10月，在中国江苏泰州的梅兰芳艺术节首演。该剧讲述1941年日军入侵上海，梅兰芳拒绝与日本人合作，不登台演出，并留起胡须以明其志的故事，表现了梅兰芳的艺术造诣和爱国情操。

## 剧情
1941年太平洋战争爆发，困在香港的梅兰芳一家度日艰难。这时，日本伶人中岛丰也来访，愿意赠梅去上海的船票，并要求他与日本人合作。梅兰芳拒绝，然终不敌于日本人的威逼。回上海后，日本军方要求梅参与劳军演出，梅兰芳以伤寒防疫针令自己高烧，装病不出。已屈从日本人的冯耿光游说梅兰芳，梅演出一段抗金鼓乐以明几志。日本人改为邀请梅兰芳去看周信芳演戏，以宣传“中日亲善”。中岛来访，点穿梅装病的事实，梅仍然坚拒。在化妆完毕后，梅在镜前一段独舞，追忆自己过去演过的种种角色。
中岛将先父留下的一团棉花球示给梅兰芳，梅领会到原来中岛就是当年传授他化妆秘技的日本歌舞伎之子。1919年梅曾在东京帝国剧院演出，博得满堂喝彩，当年只有十岁的中岛因为佩服梅的艺术，由歌舞伎改习京剧旦角，可是此时的梅却不再演戏了，以卖字画为生。中岛向梅请教唱戏，梅以绘画向中岛展示了博大精深的京剧之韵。受到感动的中岛向梅透露，其实到时候登台的并不是周信芳，而是中岛自己。
老友朱复昌来访，赠梅船票令其暂避，并告知他旧时搭档赴东北助学演出，被污为庆贺伪满洲国，气愤身亡。梅以酒祭奠老友，决定到场观看演出。那天，他蓄着胡须以示拒不合作，亮相了……
多年后的1956年，梅兰芳回乡祭祖演出。中岛之妻来访，邀其赴日演出，并告知中岛已于1945年死于广岛原爆。梅追思故人，在得到周恩来总理批准后，答应了邀请。

## 制作及演出
在中共江苏省委宣传部、江苏省演艺集团的支持下，中共泰州市委、泰州市政府于2018年底正式启动京剧《蓄须记》的制作。由泰州市委宣传部和江苏省演艺集团联合出品。
本剧由两获曹禺剧本奖的罗周编剧，徐春兰执导，谢振强设计唱腔，吴小平作曲，刘思军配器，罗江涛、陈亭廷设计舞美。主角梅兰芳由梅花奖、白玉兰奖双料得主傅希如饰演，其他角色由江苏省演艺集团京剧院青年演员担纲。其中张智博饰中岛丰也、张婷饰福芝芳、张少良饰冯耿光、万鹏飞饰朱复昌，董晶饰中岛之妻小栗葵、韩沛东饰山本少佐。
2019年3到5月本剧完成了剧本论证。罗周综合了专家的意见，决定以1956年返乡为源起，以1941年、1942年前后梅兰芳蓄须为主要内容。执导本剧的一级演员徐春兰将排演本剧视为人生大事，她受采访时说本剧使自己“受到一次思想与心灵的洗礼”。7月16日，原创现代京剧《蓄须记》建组大会在梅兰芳纪念馆举行，这标志着剧目正式进入创排阶段。江苏省演艺集团董事长郑泽云，市委常委、宣传部长常胜梅出席建组大会。
本剧是傅希如得到梅花奖后主演的首部京剧，他为此放弃了2019年下半年16场戏的演出。谈到本剧的演出，傅希如认为梅兰芳从被动拒绝到主动蓄须，有一个“爱国主义的升华过程”，一次次排练使他折服于梅兰芳的气质。而张智博认为他扮演的中岛“内心深处很干净”，一开始忠于日本，但后来转变为梅兰芳的保护者。这个人物打破了脸谱化，张以身段、唱腔传递了他的情感变化。
2019年10月18日，该剧在泰州梅兰芳艺术节开幕式上首演，之后赴南京等地演出。